# Byrsonima laevis
Byrsonima laevis är en tvåhjärtbladig växtart som beskrevs av Franz Josef Niedenzu. Byrsonima laevis ingår i släktet Byrsonima och familjen Malpighiaceae. Inga underarter finns listade i Catalogue of Life.